# Jacob Buus
Jacob Buus Jacobsen (Odense, 7 marzo 1997) è un calciatore danese, difensore dell'Esbjerg.

## Caratteristiche tecniche
È un terzino destro.

## Carriera

### Club
Cresciuto nel settore giovanile dell'Odense, debutta in prima squadra il 9 marzo 2018 giocando il secondo tempo dell'incontro di Superligaen perso 1-0 contro l'Aarhus; al termine della stagione viene ceduto al Fredericia con cui gioca due stagioni da titolare in 1. Division segnando 2 reti in 59 incontri.
Nel 2020 fa ritorno nella prima divisione danese firmando con l'Horsens.

### Nazionale
Ha giocato nelle nazionali giovanili danesi Under-16, Under-17 ed Under-19.

## Statistiche
Statistiche aggiornate al 9 maggio 2021.

### Presenze e reti nei club
| Stagione        | Squadra         | Campionato      | Campionato | Campionato | Coppe nazionali | Coppe nazionali | Coppe nazionali | Coppe continentali | Coppe continentali | Coppe continentali | Altre coppe | Altre coppe | Altre coppe | Totale | Totale | Totale |
| Stagione        | Squadra         | Comp            | Pres       | Reti       | Comp            | Pres            | Reti            | Comp               | Pres               | Reti               | Comp        | Pres        | Reti        | Pres   | Reti   |        |
| --------------- | --------------- | --------------- | ---------- | ---------- | --------------- | --------------- | --------------- | ------------------ | ------------------ | ------------------ | ----------- | ----------- | ----------- | ------ | ------ | ------ |
| 2017-2018       | Odense          | SL              | 1          | 0          | CD              | 0               | 0               |                    | -                  | -                  |             | -           | -           | 1      | 0      |        |
| 2018-2019       | Fredericia      | 1D              | 30         | 1          | CD              | 0               | 0               |                    | -                  | -                  |             | -           | -           | 30     | 1      |        |
| 2019-2020       | Fredericia      | 1D              | 29         | 1          | CD              | 1               | 0               |                    | -                  | -                  |             | -           | -           | 30     | 1      |        |
| 2020-2021       | Horsens         | SL              | 26         | 1          | CD              | 0               | 0               |                    | -                  | -                  |             | -           | -           | 26     | 1      |        |
| Totale carriera | Totale carriera | Totale carriera | 86         | 3          |                 | 1               | 0               |                    | -                  | -                  |             | -           | -           | 87     | 3      |        |

## Palmarès

### Club

#### Competizioni nazionali
- 1. Division: 1

SønderjyskE: 2023-2024